# Сектор Тарфая
27°56′52″ пн. ш. 12°55′24″ зх. д. / 27.947777777778° пн. ш. 12.923333333333° зх. д.

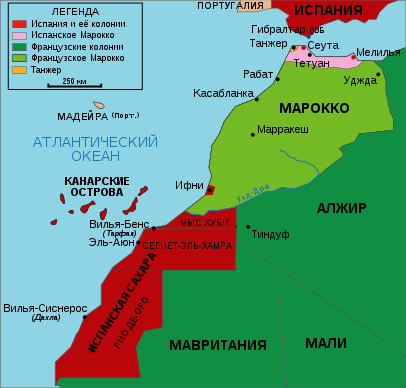
Карта Іспанського Марокко

Сектор Тарфая, також Рас-Джубі (араб. رأس جوبي) або Мис Хубі (ісп. Cabo Juby) — колишня іспанська колонія в складі Іспанського Марокко, анклав на атлантичному узбережжі сучасного Марокко. Переданий Марокко після війни Іфні в 1958 році. Столиця — місто Вілья-Бенс (сучасна Тарфая). Сектор розташований на кордоні із Західною Сахарою.

## Історія
У договорі 1767 року, укладеному 28 травня між Іспанією і султаном Марокко, говорилося, що останній не має владу над племенами, що населяли атлантичне узбережжя Марокко на південь від Агадіру, і тому не може гарантувати безпеку іспанських рибалок. В 1879 році британська Північно-Західна Африканська компанія заснувала торговий пост, названий Порт-Вікторія. Оскільки султан Марокко відмовився від території, англійці вели переговори з главою держави бейруків, на території якого знаходився пост. Бейруки виділили компанії смугу землі між мисом Хубі і мисом Стаффорд, проте в 1895 році землю продали султану Марокко.
В 1912 році Іспанія уклала договір з Францією і султаном Марокко, за яким отримала території в південному Марокко, уздовж кордону з іспанської Західною Сахарою. За договором, територія на південь від річки Драа переходила Іспанії на умовах передачі їх назад Марокко в разі закінчення французького протекторату над Марокко. 29 липня 1916 року губернатор Ріо-де-Оро Франсиско Бенс офіційно ввів туди війська і заснував місто Вілья-Бенс. Колонія розташовувалася між річкою Дра і паралеллю 27º 40'; її площа становила 20 000 км², а населення - близько десяти тисяч осіб. У 1924 році колонія Мис Хубі разом з Ріо-де-Оро були об'єднані в єдину колонію Іспанська Сахара.
Після проголошення незалежності в 1956 році, Марокко зажадало повернення сектора Тарфая відповідно до умов договору 1912 року. Іспанія відмовлялася передати територію і була змушена це зробити тільки 2 квітня 1958 року за угодами в Ангра-Сінтрі, що відбулися по закінченню війни Іфні.
Сьогодні територія Сектору Тарфая поділена між марокканськими регіонами Ель-Аюн — Сакія-ель-Хамра та Гельмім — Уед-Нун, які також включають частини контрольованої  Марокко Західної Сахари .

## Поштові марки та історія пошти

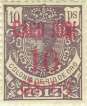
Поштова марка Сектору Тарфая, 1916 рік

Іспанія випустила велику кількість надпечатаних поштових марок для сектора Тарфая. Перша серія 1916 року включала марки Ріо-де-Оро, на які ставилося надпечатка «CABO JUBI». З 1919 по 1929 рік та ж надпечатка, по-різному оформлена, використовувалася на марках Іспанії, потім на марках Іспанського Марокко. Останні виходили з 1934 по 1940 рік, а також в 1942, 1944, 1946 і 1948 роках.
Основна маса надрукованих марок цієї території випущена в кількостях, значно більших, ніж жителі сектора могли використовувати для поштових потреб, і була призначена для продажу колекціонерам. До сих пір ці марки вельми доступні за відносно невисокими цінами. Найперший випуск 1916 року і марки найвищих номіналів подальших випусків оцінюються нині в межах $ 50.